# Franca Pilla
Franca Pilla, née le 19 décembre 1920 à Reggio d'Émilie, en Émilie-Romagne, est la veuve de l'ancien président de la République italienne, Carlo Azeglio Ciampi.

## Biographie
Descendante d'une famille originaire de Santa Croce di Magliano, dans le Molise, elle rencontre Carlo Azeglio Ciampi au collège ; c'est en 1946 que les deux s'unissent par le mariage. Le couple vit à Livourne, ville dans laquelle Franca Pilla Ciampi enseigne le latin et l'italien au lycée Nicolini e Guerrazzi,.
Franca Pilla encourage son époux à tenter le concours de sélection de la Banque d'Italie, en 1946. Au cours de la carrière de M. Ciampi, le couple s'installe à Rome, dans le quartiere de Salario.
En 1999, M. Ciampi, après avoir été chargé de la présidence du Conseil (1993-1994), puis du ministère du Trésor (1996-1999), est élu président de la République italienne. Le couple emménage au palais du Quirinal, la résidence présidentielle. Dès l'investiture de son époux à la présidence, Mme Ciampi, contrairement aux précédentes épouses des présidents, accompagne régulièrement son époux lors des voyages et l'assiste lors des réceptions officielles. Elle se présente comme une première dame engagée, notamment lorsqu'elle dénonce la « tv deficiente » (la télé débile), un mauvais modèle pour la jeunesse. Ces prises de position sont souvent saluées par la classe politique.
Le 16 septembre 2016, elle devient veuve à la suite du décès de son mari, alors âgé de 95 ans.